# Hrafnhildur Hagalín
Hrafnhildur Hagalín Guðmundsdóttir (Reykjavík, 1965) è una scrittrice islandese.

## Biografia
Considerata tra le giovani promesse del teatro islandese, dopo il diploma al Conservatorio in chitarra classica, ha studiato Letteratura francese alla Sorbona di Parigi.
Il suo Io sono il maestro (Ég er Meistarinn, 1991), rappresentato in diversi paesi, è stato premiato al Premio della Critica Islandese (1991) e al Premio Scrittori di Teatro Nordici (1992). In Italia il testo è stato portato in scena dal Teatro della Tosse per la regia di Sergio Maifredi,  la parte del protagonista a teatro è stata interpretata da Paolo Graziosi. L'edizione italiana, presso Iperborea contiene il saggio Il teatro in Islanda di Sveinn Einarsson e Arni Ibsen.
La sua seconda opera Dài, Elettra (Hægan, Elektra 2000), è nominata al Premio del Teatro Nordico (2001).

## Opere tradotte in italiano
- Hrafnhildur Hagalín, Io sono il Maestro [Ég er meistarinn], a cura di Sergio Maifredi, collana Iperborea, 112, traduzione di Silvia Cosimini, Cristina Argenti, Milano, Iperborea, 2003  [1991], ISBN 978-88-7091-112-1.